# Марина од Грчке и Данске
Принцеза Марина, војвоткиња од Кента, рођена као принцеза Марина од Грчке и Данске, (Μαρινα; 13. децембар 1906 — 27. август 1968) била је грчка принцеза по рођењу и британска принцеза по браку. Била је ћерка грчког и данског принца Николе и руске велике кнегиње Елене Владимировне и унука краља Ђорђа I и краљице Олге. Принцеза Марина се удала за принца Џорџа, војводу од Кента, четвртог сина краља Џорџа V и краљице Марије, 1934. Имали су троје деце: принца Едварда, принцезу Александру и принца Мајкла. Марина је остала удовица 1942. године, када је њен муж погинуо у авионској несрећи у активној војној служби.

## Биографија
Принцеза Марина је рођена 13. децембра 1906. у Атини, Грчка, за време владавине њеног деде по оцу, Ђорђа I од Грчке. Била је трећа и најмлађа ћерка грчког и данског принца Николе и његове супруге руске велике кнегиње Елене Владимировне. Њен отац је био трећи син Ђорђа Грчког и краљице Олге, док је њена мајка била једина ћерка великог кнеза Владимира Александровича и велике кнегиње Марије Павловне Русије. 
Принцеза Марина је имала две старије сестре, принцезу Олгу и принцезу Елизабету. Кнегиња Олга се удала за југословенског принца Павла 1923. Након убиства његовог рођака Александра I од Југославије, Павле је служио као принц регент Југославије од 1934. до 1941. Принцеза Елизабета се удала за Карла Теодора, грофа од Тоеринг-Јетенбаха, 1934. године. Марина је своје ране године провела у Грчкој, а живела је са родитељима и баком и дедом по оцу у палати Татои. Заједно са својим сестрама, одгајана је да буде побожна и религиозна, што је подстицала њена бака, грчка краљица Олга. Маринина породица је често путовала ван Грчке, посебно током летњих месеци. Њена прва забележена посета Британији била је 1910. године, када је имала 3 године, након смрти њеног кума, Едварда VII. Током те посете упознала је своју другу куму и будућу свекрву, краљицу Марију, која се према Марини и њеним сестрама понашала као према сопственој деци. Грчка краљевска породица је била приморана на изгнанство када је Марина имала 11 година, након свргавања грчке монархије. Касније су се преселили у Париз, док је принцеза остала са својом широм породицом у Европи. 
Године 1932, принцеза Марина и принц Џорџ (касније војвода од Кента), срели су се у Лондону. Њихова веридба је објављена у августу 1934. године. Принц Џорџ је постао војвода од Кента 9. октобра 1934. године. Дана 29. новембра 1934. венчали су се у Вестминстерској опатији у Лондону. Венчање је било велика ствар, јер је прошло више од једанаест година од последњег краљевског венчања са принцом Албертом, војводом од Јорка, и леди Елизабет Боуз Лајон (касније краљ Џорџ VI и краљица Елизабета). Венчање принца Џорџа и принцезе Марине била је прва церемонија краљевског венчања која је преношена бежично, уз коришћење друге технологије, као што су микрофони - контролна соба се налазила испод гробнице Непознатог ратника у Вестминстерској опатији. Служба се емитовала у земљи и иностранству другим нацијама, а звучници су омогућавали гледаоцима изван опатије да чују процес венчања. Након венчања уследила је грчка церемонија у приватној капели у Бакингемској палати, која је за церемонију претворена у православну капелу. Венчање је била прилика у којој се принцеза из друге краљевске породице удала за особу из британске краљевске породице. Венчаницу је дизајнирао Едвард Молинеук, који је раније радио са Марином. Хаљина је направљена од беле свиле и сребрног ламе броката, са уздигнутим дизајном енглеске руже. Њених осам деверуша биле су њене прве рођаке, грчке принцезе Ирена, Евгенија и Катарина, њена прва рођака по мајци, велика војвоткиња Кира Кириловна од Русије, њена рођака Јулијана од Холандије, принцеза Елизабета од Јорка, рођаке њеног мужа Лејди Ајрис Маунтбетен и Лејди Мери Кембриџ.
Краљевска школа за ручни рад је направила јорган као свадбени поклон за принцезу Марину и војводу од Кента.
Војвода и војвоткиња су поставили свој први дом на Белгрејв скверу 3, близу Бакингемске палате. Постала је покровитељица неколико организација и добротворних организација, укључујући болницу, Женски болнички фонд и Централну школу говора и драме. Она ће наставити да подржава ове добротворне организације и институције до краја свог живота. Постала је веома блиска са својом свекрвом, краљицом Маријом, са којом је обично проводила време док је њен муж био на путу да обавља своје краљевске дужности. Пар је имао троје деце:
- Принц Едвард, војвода од Кента (9. октобар 1935): оженио се Катарином Ворсли 8. јуна 1961. Имају троје деце.
- Принцеза Александра Огилви (25. децембар 1936): удала се за Хон Ангуса Огилвија. Имали су двоје деце.
- Принц Мајкл од Кента (4. јула 1942): оженио се баронесом Мари Кристин фон Рајбниц 30. јуна 1978. Имају двоје деце.

Војвода од Кента погинуо је 25. августа 1942. у авионској несрећи у Иглс Року, близу Данбита, Кејтнес, Шкотска, док је био у активној служби у Краљевском ваздухопловству. Војвоткиња је, према краљевском биографу Хугу Викерсу, била „једина ратна удовица у Британији која је морала да плаћа дажбине за смрт“.
Током Другог светског рата Марина се школовала за болничарку три месеца под псеудонимом „Сестра Кеј“ и ушла у резерву цивилних медицинских сестара.
Након смрти свог мужа, војвоткиња од Кента је наставила да буде активни члан британске краљевске породице, обављајући широк спектар краљевских и званичних обавеза. Била је председница Вимблдонског тениског клуба 26 година. Такође је била председница Краљевске националне установе за чамац за спасавање од 1943. до своје смрти и награђена је златном медаљом 1967. у знак обележавања овог доприноса. Један од њених првих рођака био је принц Филип (касније војвода од Единбурга), који се оженио њеном нећакињом, будућом краљицом Елизабетом II, 1947. године.
Године 1947. принцеза Марина је посетила Грчку и Италију. У јуну 1952. војвоткиња је поставила камен темељац нове цркве Светог Марка у Бромлију у Лондону, која је оштећена у рату.
Војвоткиња је 1952. посетила и Саравак (тада колонију британске круне), где је положила камен темељац катедрале Светог Томе у Кучингу. Такође је посетила Бату Линтанг, јапански логор за интернације током Другог светског рата који је претворен у колеџ за обуку наставника, и град Сибу, где је отворила амбуланту. У марту 1957, када је Златна обала стекла независност од Британије као Гана, војвоткиња од Кента је именована да представља краљицу на прославама. Педесет година касније, на 50. годишњицу независности Гане, њеног сина, принца Едварда, војводу од Кента, краљица је именовала да је представља.
Марина је 1960. године заједно са принцезом од Монака, Патришом Лопез-Вилшоу и Мерл Оберон, добила место у Међународној листи најбоље одевене куће. Године 1964, принцеза је обишла Аустралију и званично отворила Глејдсвил мост у Сиднеју. У септембру 1966. године, када је британски протекторат Бечуаналенд постао нова Република Боцвана, принцеза је поново именована да представља краљицу на прославама. Главна јавна болница у Габорону, новој престоници Боцване, носи назив „Болница принцезе Марина“. Била је канцеларка Универзитета Кент у Кентерберију од 1963. до своје смрти.
Принцеза Марина умрла је од тумора на мозгу у Кенсингтонској палати у 11.40 ујутро 27. августа 1968. године, у доби од 61 године. Опело за принцезу обављено је у капели Светог Ђорђа 30. августа. Сахрањена је у Краљевском гробљу, Фрогмор. Њена сахрана је била последња краљевска церемонија којој је присуствовао њен зет, бивши краљ Едвард VIII. Њен тестамент је запечаћен у Лондону након њене смрти 1968. Њено имање је процењено на 76.166 фунти (или 940.600 фунти 2022. када се коригује за инфлацију).